# Cantón de Boëge
El cantón de Boëge (en francés canton de Boëge) era una división administrativa francesa que estaba situada en el departamento de Alta Saboya, de la región de Ródano-Alpes.
En aplicación del decreto n.º 2014-153 de 13 de febrero de 2014, el cantón de Boëge fue suprimido el 1 de abril de 2015 y sus comunas pasaron a formar parte del nuevo cantón de Sciez.

## Composición
El cantón estaba formado por ocho comunas:
- Boëge
- Bogève
- Burdignin
- Habère-Lullin
- Habère-Poche
- Saxel
- Saint-André-de-Boëge
- Villard